# Meandrina meandrites
Meandrina meandrites är en korallart som först beskrevs av Carl von Linné 1758.  Meandrina meandrites ingår i släktet Meandrina och familjen Meandrinidae. IUCN kategoriserar arten globalt som livskraftig. Inga underarter finns listade i Catalogue of Life.